# Scytalopus iraiensis
Scytalopus iraiensis là một loài chim trong họ Rhinocryptidae.